# الدوري الأردني 2001
كان الدوري الأردني لعام 2001 هو الموسم الـ 51 لدوري الدرجة الأولى الأردني، وهو دوري الدرجة الأولى لأندية كرة القدم الأردنية. فاز الفيصلي بالبطولة، بينما هبط كفرسوم والقادسية. شارك ما مجموعه 10 فرق.